# NMNAT2
Никотинамидмономнуклеотид-аденилилтрансфераза 2 (англ. Nicotinamide mononucleotide adenylyltransferase 2; КФ 2.7.7.1) — фермент трансфераза, продукт гена человека NMNAT2. Входит в группу ферментов никотинамидмономнуклеотид-аденилилтрансфераз. Фермент мозга, участвующий в цитозольном синтезе кофермента НАД.

## Функции
NMNAT2 действует как фактор, обеспечивающий сохранность/выживаемость аксонов. Фермент катализирует образование НАД(+) из никотинамидмононуклеотида (НМН) и АТФ. Может также использовать деамидированную форму НМН, мононуклеотид никотиновой кислоты, но с более низкой эффективностью. С другой стороны, в отличие от NMNAT1 не способен использовать в качестве субстрата монофосфат триазофурина. Катализирует и обратную реакцию, т. е. расщепление НМН. Не реагирует с НАДФ. Фактор выживания аксонов требуется для обеспечения нормальных аксонов. Он замедляет валлерову дегенерацию, эволюционно консервативный механизм, отвечающий за очистку от повреждённых аксонов.

## Экспрессия и локализация
В отличие от NMNAT1, который представлен во всех тканях и локализуется в клеточном ядре, NMNAT2 экспрессирован в мозге и локализован в цитоплазме клетки.